# Conus lecourtorum
Espèce
Conus lecourtorum est une espèce de mollusques gastéropodes marins de la famille des Conidae.
Comme toutes les espèces du genre Conus, ces escargots sont prédateurs et venimeux. Ils sont capables de « piquer » les humains et doivent donc être manipulés avec précaution, voire pas du tout.

## Description
La taille de la coquille atteint 16 mm.

## Distribution
Cette espèce marine dans l'océan Indien au large de Maurice.

## Taxinomie

### Publication originale
L'espèce Conus lecourtorum a été décrite pour la première fois en 2011 par le malacologiste allemand Felix Lorenz (d)Georges Richard dans « Schriften zur Malakozoologie »,.

### Synonymes
- Conus (Virroconus) lecourtorum (Lorenz, 2011) · appellation alternative
- Miliariconus lecourtorum (Lorenz, 2011) · non accepté
- Rolaniconus lecourtorum Lorenz, 2011 · non accepté